# Pterolophia brevicornis
Pterolophia brevicornis là một loài bọ cánh cứng trong họ Cerambycidae.